# Stipa splendens
Espèce
Stipa splendens (syn. Achnatherum splendens) est une espèce de plantes monocotylédones de la famille des Poaceae, sous-famille des Pooideae, originaire d'Asie centrale, de Sibérie et de Mongolie.
Cette plante herbacée vivace, appelée jiji sao en Chine, est traditionnellement utilisée comme plante fourragère ou pour fabriquer des balais. Elle fait l'objet d'expérimentations dans le nord de la Chine pour lutter contre l'érosion des sols, comme alternative, dans les régions de climat tempéré frais, au vétiver (Chrysopogon zizanioides). 

## Synonymes
Selon Catalogue of Life (1er juin 2017) :
- Achnatherum splendens (Trin.) Nevski
- Achnatherum splendens var. pamiricum Tzvelev
- Agrostis longiaristata Kunth,
- Aira gigantea Schrenk ex Griseb.,
- Aristella longiflora Regel
- Lasiagrostis moldavii Pénzes
- Lasiagrostis splendens (Trin.) Kunth
- Stipa altaica Trin.
- Stipa kokonorica K.S.Hao
- Stipa schlagintweitii Mez
- Stipa splendens var. gracilis Bor

## Liste des variétés
Selon Tropicos (1 juin 2017) (Attention liste brute contenant possiblement des synonymes) :
- variété Stipa splendens var. gracilis Bor
- variété Stipa splendens var. splendens